# Robert Kells
Robert Kells (Meerut, 7 aprile 1832 – Lambeth, 14 aprile 1905) è stato un militare inglese insignito con la Victoria Cross,  l'onorificenza più alta e prestigiosa per il valore di fronte al nemico che può essere concessa alle forze britanniche e del Commonwealth.

## Biografia
Kells aveva 25 anni ed era Lance Caporal nel 9th Queen's Royal Lancers durante i Moti indiani del 1857: il 28 settembre 1857 a Bolandshahr, in India, compì il gesto che gli meritò l'alta onorificenza:
In seguito entrò nel 1st Bengal European Light Cavalry (che nel 1862 divenne il rinominato 19th Hussars) e raggiunse il grado di sergente. Tornato a vita civile nel 1868, nel 1881 fu nominato Yeomen of the Guard, con lettera datata 1 º gennaio 1881 da St. James Palace, a Londra, quartier generale della Guardia.
La sua medaglia è in mostra oggi presso il museo del reggimento 9th/12th Lancers nel Derby Museum and Art Gallery.